# Bearmans
Bearmans was een klein warenhuis gevestigd op High Road 829, Leytonstone, Londen.

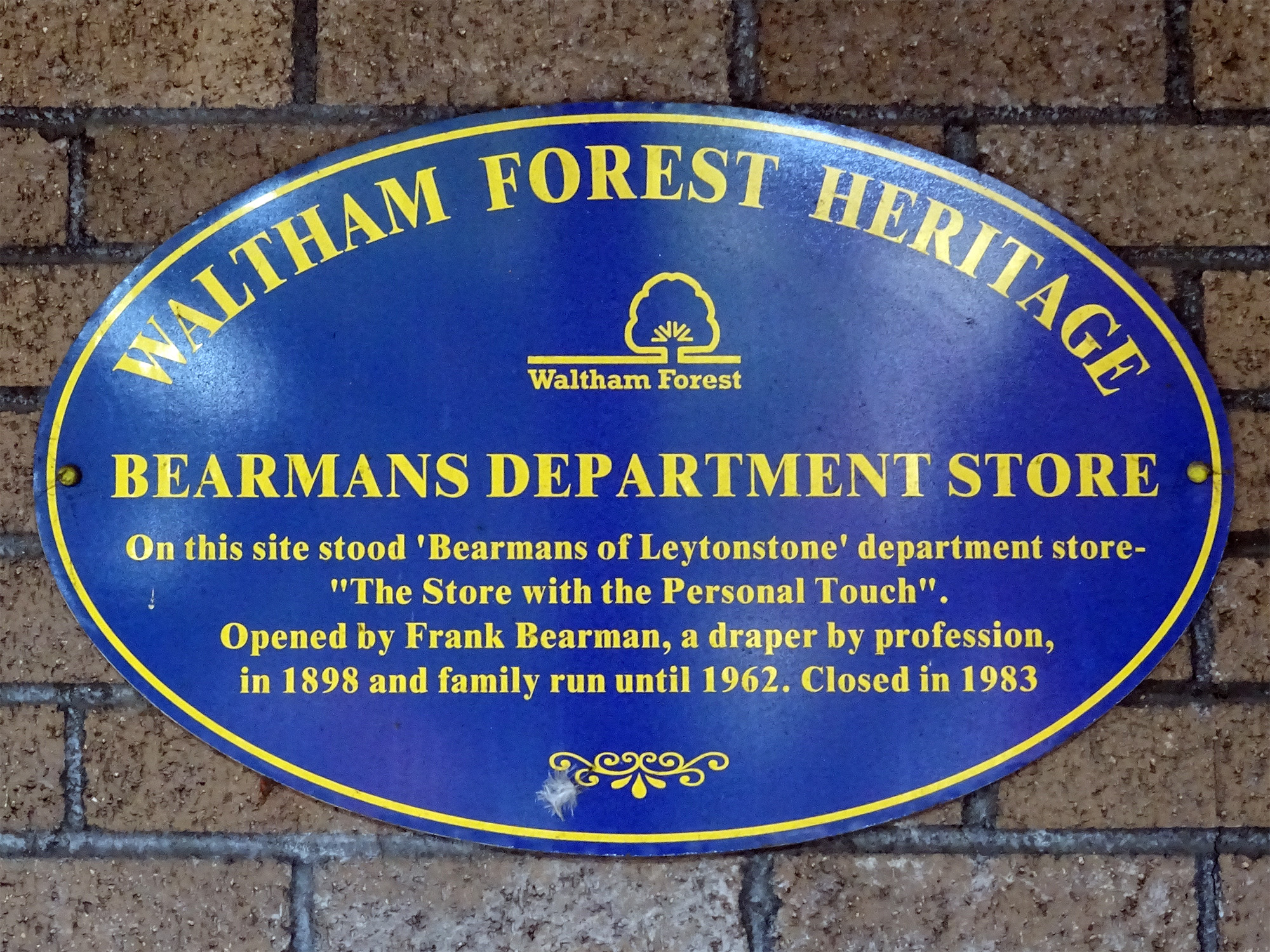
Blauwe plaquette geplaatst door Waltham Forest Council op 17 december 2012 op de locatie van Bearmans Department Store, 829-837 High Road, Leytonstone

In 1898 opende Frank Bearman, een 27-jarige stoffenhandelaar, een winkel aan de noordkant van Leytonstone High Street op de plek van een voormalige pastorie. In 1906 had het bedrijf een nabijgelegen meubelzaak gekocht en in 1910 opende het een arcade die vergelijkbaar was met de grotere warenhuizen in Londen. Tussen 1908 en 1921 was Frank Bearman samen met J.W. Holdron, een winkelier uit Peckham, mede-eigenaar van het warenhuis Allders in Croydon.
Tijdens de Tweede Wereldoorlog overleefde de winkel de Blitz en in 1957 breidde deze zich opnieuw uit door een uitbreiding te bouwen aan Kirkdale Road, waarvan Bearmans beweerde dat daar de eerste roltrappen buiten Londen waren. 
In 1956 overleed Frank Bearman. Door de toenemende concurrentie in de regio startte de Bearman-winkel in 1956 Lord Brummell op, een hoogwaardige maatkledinglijn, om meer omzet te genereren. In 1962 werd het bedrijf voor £1 miljoen verkocht aan de London Co-operative Society. De London Co-operative Society bleef de winkel runnen tot 1982, toen deze werd gesloten. Het gebouw werd gesloopt en vervangen, waarbij het nieuwe gebouw oorspronkelijk tussen 2002 en begin 2024 een filiaal van Matalan huisvestte en vanaf eind 2024 een Aldi. De Leyton & Leytonstone Historical Society heeft als aandenken een blauwe plaquette aan de buitenkant van het nieuwe gebouw geplaatst.